# International Institute of Business Analysis
International Institute of Business Analysis（インターナショナル インスチュート オブ ビジネス アナリシス、略称: IIBA）は、国際的かつ中立的立場でビジネスアナリシス(Business Analysis(en))の啓蒙を行う非営利団体である。
IIBAは2004年に設立され、本部はカナダのオンタリオ州トロントにある。本部の他に世界各国に支部があり、日本にはIIBA日本支部がある。組織のメンバーとして多数の企業・学術機関・個人が参画している。組織の活動としてBABOKの作成、IIBA認定の実施をしている。

## 歴史
IIBAは2004年に設立された。2004年3月に37名の設立メンバーが集まり、最初のミーティングが開かれた。IIBAは最初の成果としてカナダのトロントで開催されたBusiness Analyst Conferenceに参加した。2020年現在、Delvin Fletcherが代表を務めている。
世界各国に支部を設立しており、BABOKやIIBA認定の各国語サポートが進められている。2008年12月23日に日本支部が設立され、2011年11月26日に初めての英語以外の他国語でIIBA認定試験であるCCBA日本語試験が実施された。

## BABOKガイド
IIBAはビジネス・アナリシスの知識体系（Business Analysis Body of Knowledge、略称: BABOK）を書籍『ビジネスアナリシス知識体系ガイド』にまとめて出版している。2018年現在、英語の原書はVersion 3.0まで出版されており、IIBA日本支部によりVersion 3.0の日本語訳が2015年11月に出版されている。
BABOKガイドは、一般的な知識体系（BOK）をまとめた書籍と同じく、ビジネス・アナリシス分野の概念・用語・活動を書籍にまとめている。

## IIBA認定
IIBA認定（英: IIBA Certification）は、IIBAが実施するビジネス・アナリシスの職能レベルを認定する国際資格である。

### 認証
認証試験は各レベルに応じた受験資格があり、CBTで実施される。受験資格は実務経験・職能訓練および上司・顧客・BA認証者の推薦状が必要である。試験内容は『ビジネスアナリシス知識体系ガイド』に沿った出題である。上位2レベルの資格は3年毎に更新が必要であり、60以上のContinuing Development Units（CDU）を取得・報告しなければならない。

### 等級
ECBA、CCBA、CBAPの3段階のレベルで認定を実施しており、順に認証基準が高くなっている。2016年にCBATL（Certified Business Analysis Thought Leader）というレベル4のIIBA認定が追加されることが予告されたが、2018年6月現在、CBATLの認定は始まっていない。
ECBA
ECBA（Entry Certificate in Business Analysis）は、レベル1のIIBA認定である。ビジネス・アナリシスの修学者や、ビジネス・アナリシス業務に関わるマネージャーを対象としている。
CCBA
CCBA（Certification of Competency in Business Analysis）は、レベル2のIIBA認定である。ビジネス・アナリシスの業務実践者を対象としている。過去7年間で3,750時間以上の実務経験、過去4年間で21時間以上の職業訓練、2通の推薦状があることが試験条件にある。
CBAP
CBAP（Certified Business Analysis Professional）は、レベル3のIIBA認定である。日本語ではシーバップと呼称される。ビジネス・アナリシスのスキルと専門知識を伴う上級実務者を対象としている。過去10年間で7,500時間以上の実務経験、過去4年間で35時間以上の職業訓練、2通の推薦状があることが試験条件にある。